# Oceania Cup 2011
El Oceania Cup de 2011 fue la 4.ª edición del torneo. Fue organizado por la FORU, hoy Oceania Rugby.

## Equipos participantes
- Selección de rugby de Islas Salomón
- Selección de rugby de Niue
- Selección de rugby de Papúa Nueva Guinea[4]
- Selección de rugby de Vanuatu

## Posiciones
| Pos. | Equipo             | Encuentros | Encuentros | Encuentros | Encuentros | Tantos  | Tantos    | Tantos     | Puntos Totales |
| Pos. | Equipo             | jugados    | ganados    | empatados  | perdidos   | a favor | en contra | diferencia | Puntos Totales |
| ---- | ------------------ | ---------- | ---------- | ---------- | ---------- | ------- | --------- | ---------- | -------------- |
| 1    | Papúa Nueva Guinea | 3          | 3          | 0          | 0          | 147     | 25        | + 122      | 15             |
| 2    | Islas Salomón      | 3          | 2          | 0          | 1          | 85      | 72        | + 13       | 10             |
| 3    | Niue               | 3          | 1          | 0          | 2          | 58      | 71        | - 13       | 6              |
| 4    | Vanuatu            | 3          | 0          | 0          | 3          | 36      | 158       | - 122      | 0              |

## Resultados
| 29 de noviembre | Papúa Nueva Guinea | 78 - 3 | Vanuatu |  |  |

| 29 de noviembre | Islas Salomón | 22 - 19 | Niue |  |  |

| 1 de diciembre | Niue | 32 - 13 | Vanuatu |  |  |

| 1 de diciembre | Papúa Nueva Guinea | 33 - 15 | Islas Salomón |  |  |

| 3 de diciembre | Papúa Nueva Guinea | 36 - 7 | Niue |  |  |

| 3 de diciembre | Islas Salomón | 48 - 20 | Vanuatu |  |  |

| Bandera de Papúa Nueva Guinea |
| Campeón Papúa Nueva Guinea    |
| Tercer título                 |